# Simeon Bavier
Simeon Bavier (16 de Setembro de 1825 - 27 de Janeiro de 1896) foi um político da Suíça.
Ele foi eleito para o Conselho Federal suíço em 10 de Dezembro de 1878 e terminou o mandato a 5 de Janeiro de 1883.
Simeon Bavier foi Presidente da Confederação suíça em 1882.